# حسن غازي
حسن غازي (بالفارسية: حسن غازی) هو لاعب كرة قدم إيراني، ولد في 9 يوليو 1959 في مدينة أصفهان في إيران، وتوفي في 1 مارس 1984. لعب مع نادي سباهان أصفهان.